# Maria Norbert Szuwart
Udo Maria Norbert Szuwart, zwany Pater Norbert (ur. 15 stycznia 1942 w Bochum) – niemiecki duchowny mariawicki, arcybiskup Kościoła Zakonu Mariawitów w Niemczech.
31 października 1987 roku został biskupem Kościoła Zakonu Mariawitów w Niemczech. W 1988 roku został nominowany koadiutorem Marii Norberta Paulusa Maasa. Od 8 grudnia 1988 roku jest zwierzchnikiem Kościoła Zakonu Mariawitów w Niemczech. Rezyduje w Kolonii.
Bohater paradokumentalnego serialu Himmlische Hilfe – Pater Norbert greift ein nadawanego przez niemiecką stację telewizyjną RTL II.